# Norrbodbäcken
De Norrbodbäcken is een beek in Zweedse, in de gemeente Piteå, ontstaat ongeveer 16 kilometer ten noorden van Lillpite, stroomt vrijwel vanaf het begin naar het zuiden naar Lillpite  naar de Kleine Piterivier.